# Iniistius dea
Iniistius dea és una espècie de peix de la família dels làbrids i de l'ordre dels perciformes
present des de l'Índia i el nord-oest d'Austràlia fins al sud del Japó i el Mar de la Xina.
Els mascles poden assolir els 30 cm de longitud total.